# روش مونته‌سوری

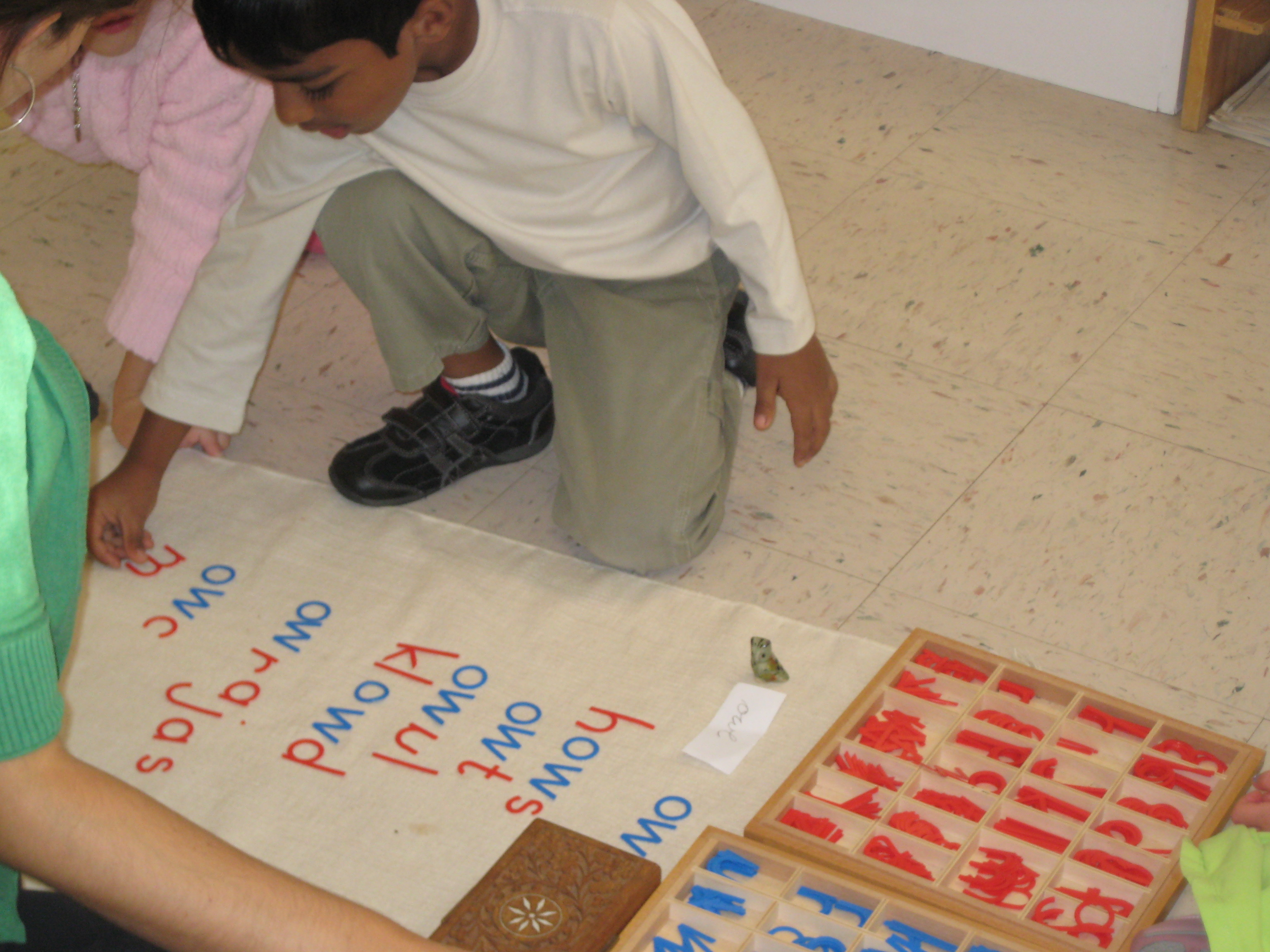
یک کودک در حال کار با جدول حروف متحرک الفبا

روش مونته‌سوری یک روش آموزشی تربیتی مبتنی بر ایده و عمل است که توسط ماریا مونته‌سوری (۱۸۷۰–۱۹۵۲) ابداع شده‌است.

## خلاصه روش
ماریا مونته‌سوری با مشاهده رفتار کودکان پی برد که کودک بیش از این که به نتیجه کار توجه یا علاقه داشته باشد به رضایت از کار و شیوه انجام آن کار توجه دارد. ویژگی دیگر کودک علاقه به انجام کارهای تکراری است تا کار برایش کاملاً درونی شود. وی بخاطر ابداع این روش جایزه یونسکو را از آن خود کرد.
اصول اساسی آموزش‌های مبتنی بر نظام مونته‌سوری عبارتند از:
1. محیط: قرار گرفتن گروه‌های سنی متفاوت در کنار هم (گروه‌های سنی سه سالانه)
2. آزادی: آزادی در انتخاب فعالیت‌های مورد علاقه از بین فعالیت‌های موجود، با حضور راهنما
3. نقش راهنما: بازه‌های زمانی فعالیت بدون مداخله مستقیم و با حضور راهنما

محیط آموزشی از سه ضلع معلم، کودک و محیط فیزیکی تشکیل می‌شود. نقش معلم در کلاس تشویق استقلال، آزادیِ در چارچوب و برقراری نظم است. کودکان در چارچوب فعالیت‌های در دسترس، در انتخاب فعالیت و روش انجام آن آزادی دارند؛ راهنمایی معلم در هنگام نیاز کودک و نه تشخیص معلم صورت می‌گیرد. در این نظام توانایی، استقلال و آزادی کودک رشد و توسعه پیدا می‌کند.
شاگردان کوچک‌تر از همکلاسان بزرگ‌تر خود یادمی‌گیرند و شاگردان بزرگ‌تر با آموزش به کوچک‌ترها آموخته‌های خود را مرور و تثبیت می‌کنند.
کودکان از بین فعالیت‌های متناسب با سنشان، یک فعالیت را انتخاب کرده و سپس با روش خود به انجام آن می‌پردازند. در جریان انتخاب فعالیت اگر کمک و راهنمایی بخواهند معلم در حد در خواست کودک راهنمایی خواهد کرد. وظیفه دیگر معلم در این نظام حفظ نظم محیط آموزشی است.
دورهای زمانی انجام فعالیت طولانی‌تر از کلاس‌های معمول است و کودک در این دوره به انجام فعالیت خود می‌پردازد و معلم مداخله‌ای در روند کاری او ندارد.
روش مونته‌سوری بر این باور استوار است که توانایی‌های بنیادی کودک در سال‌های اولیه زندگی‌اش یعنی بین ۳ تا ۶ سالگی شکل می‌گیرند. این توانایی‌ها تنها از طریق مدرسه رفتن کسب نمی‌شوند. کودک به دنیایی قدم می‌گذارد که از قبل ساخته شده‌است و البته مدام در حال تغییر است. روش مونته‌سوری تأکید دارد که کودک نیاز دارد زندگی کردن در این دنیا را یاد بگیرد و خود را با آن تطبیق بدهد؛ بنابراین او نیاز دارد توانایی‌های ضروری‌ای مانند تمرکز، استقامت، پشتکار، برای خود فکر کردن و همچنین توانایی تعامل با دیگران را نیز از همان کودکی کسب کند. این‌ها توانایی‌هایی هستند که معمولاً در مدارس یا محیط خانه به عنوان موضوعی برای آموزش دادن در نظر گرفته نمی‌شدند یا هنوز هم نمی‌شوند.
در روش مونته‌سوری باور بر این است که نیازهای کودک طوری توسط محیط آماده و مناسب و حضور راهنمای بزرگسال مورد توجه قرار می‌گیرد که کودک به‌طور طبیعی از نیازهای خود و دیگران آگاه می‌شود و توان‌دهی می‌شود تا خودش آن‌ها را با روش‌های خلاقانه‌اش پاسخ دهد و بنابراین احساس رضایت، استقلال و خودانگیختگی می‌کند و دارای نظمی درونی و خودخواسته می‌گردد.